# Warzone 2100
Warzone 2100 — свободная компьютерная игра в жанре стратегии в реальном времени. Первоначальная собственническая версия игры была разработана Pumpkin Studios и выпущена в 1999 году компанией Eidos Interactive для Sony PlayStation и Microsoft Windows. Хотя игра первоначально продавалась как коммерческая, в 2004 году правообладатель опубликовал исходный код игры; в результате дальнейшей доработки энтузиастами игра стала доступна для macOS, FreeBSD, AmigaOS 4, AROS, MorphOS, Linux и других операционных систем.

## Освобождение
В 2004 году исходный код и большая часть данных были выпущены под лицензией GNU General Public License. С тех пор разработку уже свободной игры ведёт Warzone 2100 Resurrection Project. Игра портирована на Linux, FreeBSD, Debian GNU/kFreeBSD, Haiku и Mac OS X.
В 2008 году Jason W из Eidos изменил файл readme.txt, где описано лицензирование, добавив в него остававшиеся несвободными видеоролики и звуки.

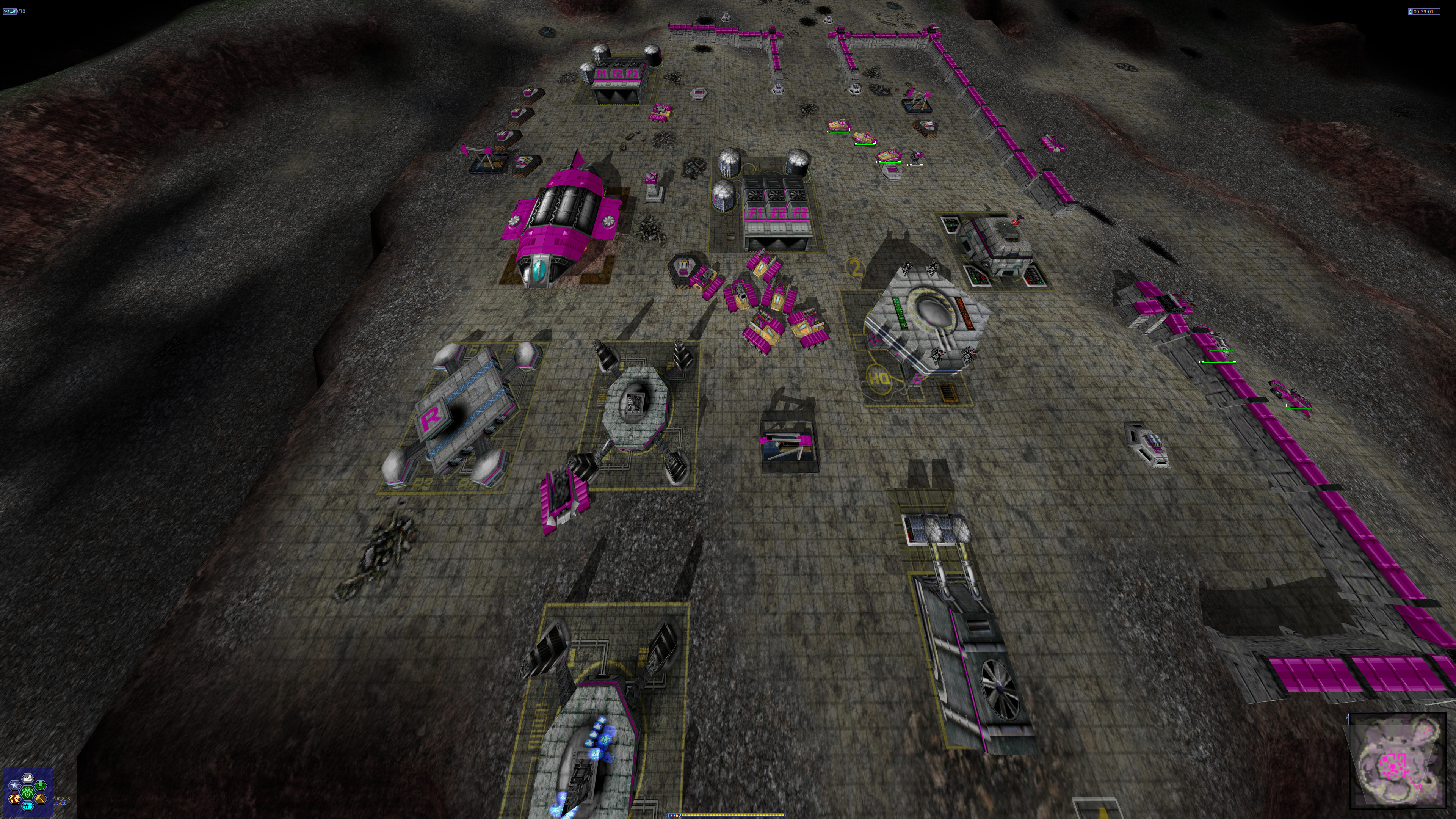
A base and some units in Warzone 2100 campaign mode (2019)

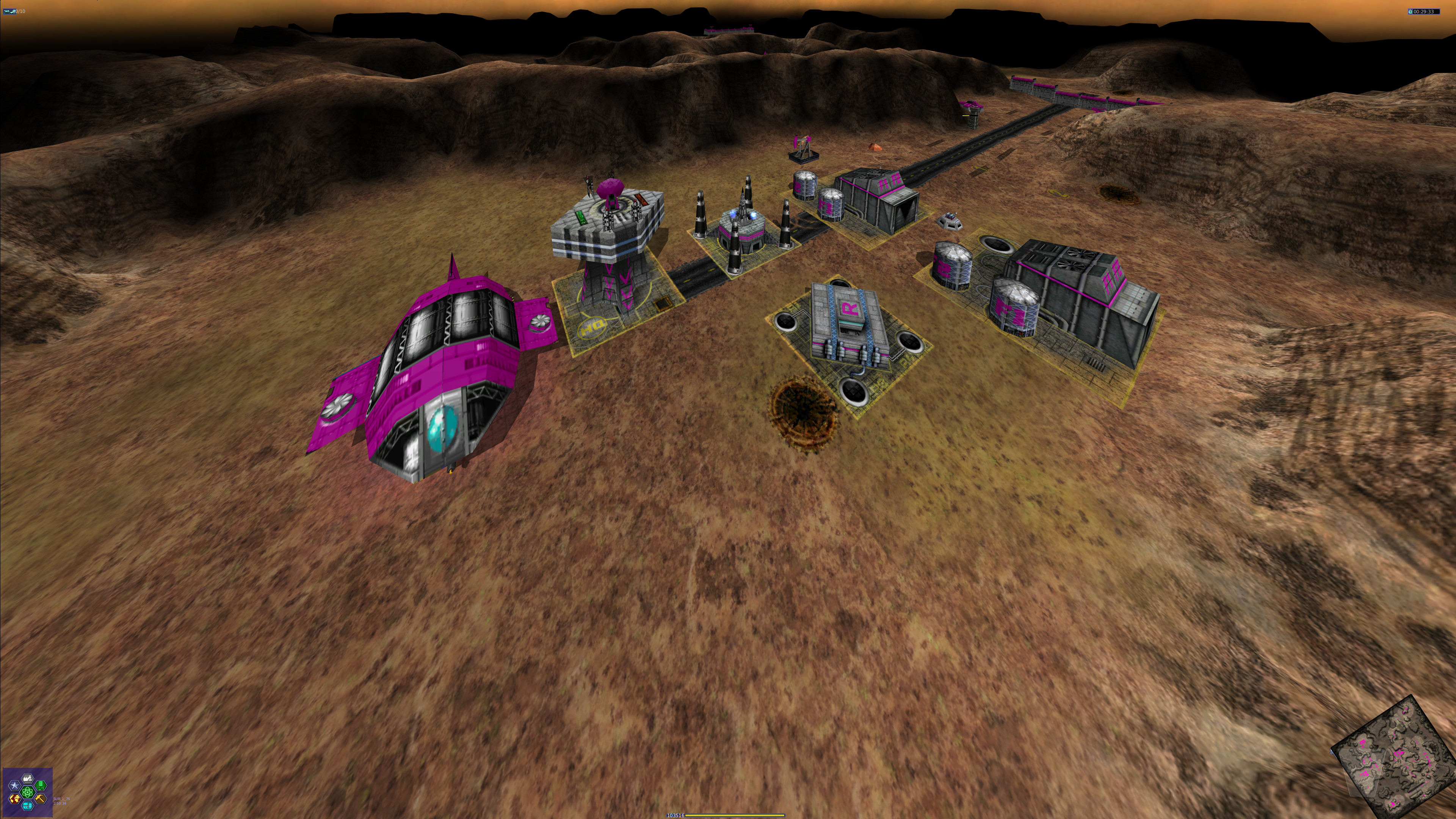
Warzone 2100 build 3.2.3 - campaign mode (2019)

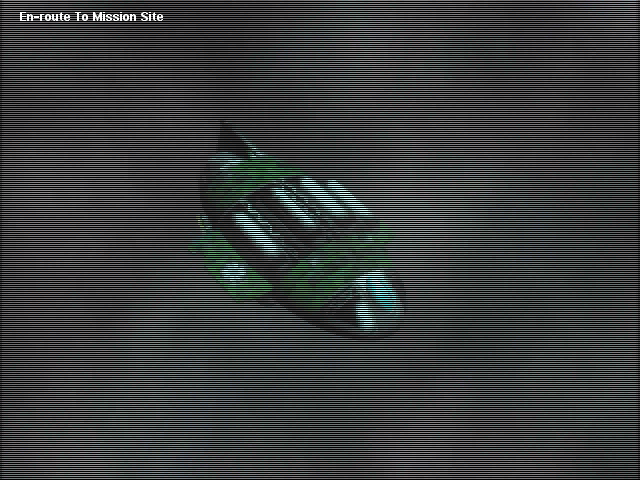
Видеоролики являются важной частью игрового процесса. На этой картинке изображен десантный транспорт, перевозящий войска игрока для выполнения миссии далеко от базы.

## Игровой процесс

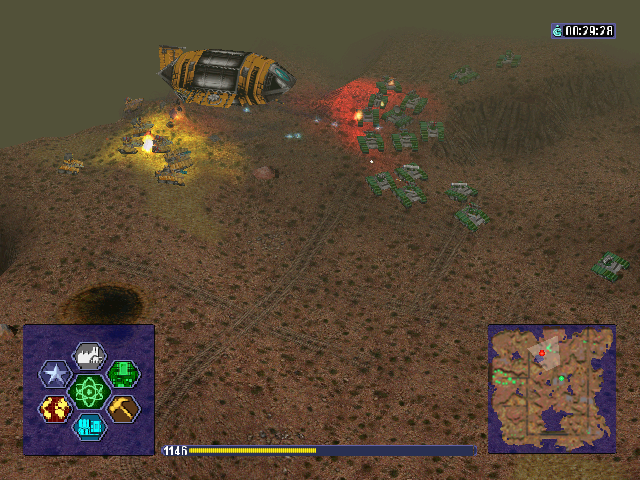
Транспорт фракции New Paradigm взлетает после высадки штурмового отряда.

В игре трёхмерная графика, можно приближать, отдалять и поворачивать камеру. Разработчиком графического движка является Сэм Кирбэк (Sam Kerbeck), сотрудник Eidos. Ландшафт представляет собой сетку; техника наклоняется когда движется по холмистой местности, а снаряды не могут преодолеть высокие горы.
Техника различных фракций окрашена различными цветами. В режиме кампании игрок командует войсками фракции The Project, сражаясь с New Paradigm, Collective, Nexus, а также с Мусорщиками (англ. Scavengers, то есть, мародёры), не принадлежащими ни к одной фракции и не причиняющими особых разрушений. Мусорщики самая слабая фракция в игре.
Добываемый ресурс всего один — нефть. Её можно добывать на специальных скважинах. Для развития, у врага отвоёвываются артефакты, дающие доступ к более высоким технологиям. Игрок всегда технологически отстаёт от противника, что заставляет действовать тактически более грамотно.
Действие игры происходит в конце XXI века в пост-апокалиптическом мире. Игрок действует от лица персонажа, которого называют Commander. Персонаж является одним из выживших после ядерной войны. Ему предстоит вместе с группой соратников восстанавливать разрушенный ядерной войной мир. Они называют себя The Project.

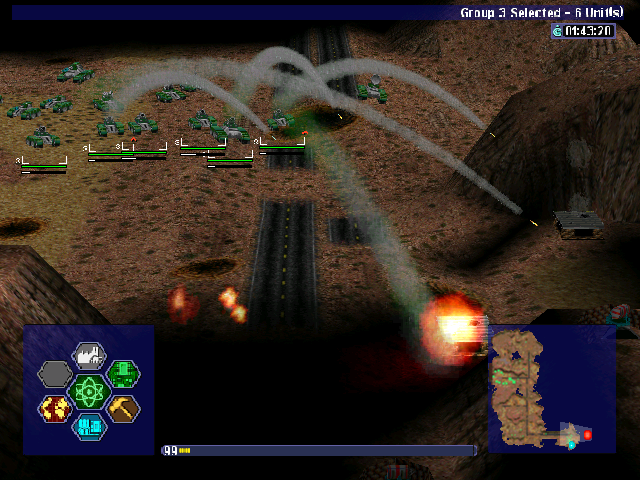
Мобильные минометы ведут огонь по укреплениям противника.

В начале игровой кампании The Project создает три группировки войск: Альфа, Бета и Гамма. Каждая из них отправляется в свой район действий с целью сбора артефактов, способных помочь исследователям в восстановлении утраченных знаний и технологий. По мере прохождения игрок получает доступ ко все более и более высоким технологиям. Игровой процесс неразрывно связан с проведением исследований в специальных исследовательских лабораториях.
Одной из отличительных особенностей игры является возможность самостоятельного создания боевых единиц на основе имеющихся в распоряжении игрока модулей, в свою очередь становящихся доступными в результате исследования технологий. Исследование разных модулей дает возможность конструировать огромное количество разнообразных единиц техники и в частности боевых. На момент открытия воздушной подушки и парящей трансмиссии (или VTOL) общее число возможных вариантов превышает 8500. Со временем игрок получает возможность строить не только танки и легкую технику, но и снаряжать киборгов, дальнобойную артиллерию и РСЗО, авиацию, а также специальные системные юнитов, такие как мобильная РЛС или командная машина.
В ходе кампании игроку предстоит командовать войсками каждой из трех изначально созданных групп в трех районах земли: в горах, в разрушенных городах и в заснеженных северных пустошах.

## Сюжет
Игра начинается с видеоролика, в котором рассказывается о произошедшей ядерной войне.
В 2085 году группой ученых, при финансовой поддержке министерства обороны США, была спроектирована и построена система управления стратегической обороной. В рамках программы, получившей название N.A.S.D.A. (от North American Strategic Defence Agency), на околоземную орбиту был запущен ряд спутников, несущих на борту ракеты с ядерной боевой частью, а также специальные лазерные установки. Официальные источники сообщают, что система дала сбой в ходе одной из проверок работоспособности. Однако, существует версия, что N.A.S.D.A. изначально была запрограммирована на совершение Коллапса. Так или иначе, в конце 2085 года спутники нанесли ядерные удары по всем крупным городам мира. Когда были запущены ответные ракетные удары — орбитальные лазеры противоракетной обороны не выполнили свою задачу и весь мир был полностью уничтожен.
Спустя некоторое время наступила ядерная зима, в которой остатки человечества боролись за своё существование. Лишь горстка людей ещё хранила надежду на возрождение мира. Для этого они добрались до заброшенной военной базы в Скалистых горах и обосновались там, ожидая окончания ядерной зимы. Это было в начале 2086 года.
В 2100 году они вновь вышли на поверхность. Восстановив наземную часть базы, они, наконец, были готовы начать Проект.
Для этого они снарядили три экспедиционные группы, которым была поставлена задача найти и восстановить утерянные в Коллапсе технологии.
Сражаясь с враждебным миром и развиваясь, The Project постепенно узнает правду о случившихся в 2085 году событиях.
Со временем на первый план выходит противоборство с организацией N.E.X.U.S., во главе которой стоит некий Искусственный интеллект. Позже выясняется, что именно N.E.X.U.S. несёт ответственность за разрушение мира. Более того, управляющий всем ИИ — есть разработанная в рамках проекта N.A.S.D.A. система, хранящая в себе личность её создателя — доктора Рида (Dr. Reed). В одном из сеансов связи Рид сам сообщает о том, что именно он начал Коллапс и что он готов повторить его, чтобы уничтожить Проект.
В третьей части кампании Проект сражается исключительно с N.E.X.U.S. Им удается захватить банки данных N.E.X.U.S., его ракетные шахты и уничтожить орбитальные лазерные спутники. После всего этого происходит финальная битва на базе N.E.X.U.S. в северной части Скалистых гор. Войска Проекта уничтожают командный центр N.E.X.U.S. и приступают к восстановлению цивилизации.
Концовка игры является неоднозначной, так как финальный видеоролик заканчивается тем, что один из центров спутниковой связи начинает последовательность запуска ядерных ракет. Вместе с этим раздается смех Рида…

## Оценки
| Сводный рейтинг       | Сводный рейтинг           |
| Агрегатор             | Оценка                    |
| --------------------- | ------------------------- |
| GameRankings          | 78,86 % (ПК) 73,37 % (PS) |
| Русскоязычные издания |                           |
| Издание               | Оценка                    |
| «Игромания»           | 8,9/10                    |